# Naoya Matsumoto
Naoya Matsumoto (松本 直也 Matsumoto Naoya?), född 30 september 1997 i Wakayama prefektur, är en japansk fotbollsspelare.
Matsumoto började sin karriär 2020 i Kamatamare Sanuki.